# I Just Wanna (песня 50 Cent)
«I Just Wanna» — сингл американского рэпера 50 Cent, который вышел 26 марта 2012 года, с его девятого микстейпа The Big 10, выпущенного 9 декабря 2011 года. В песне присутствует вокал участника группы G-Unit: Tony Yayo. Продюсером сингла стал D.R.U.G.S.

## О сингле
23 февраля 2012 года, трек с микстейпа «I Just Wanna», был объявлен синглом. Трек начинается с 36 секундного интро, из трека That’s the Way (I Like It).

## Видеоклип
Видео на сингл был выпущен 12 декабря 2012 года, через свой аккаунт в YouTube, при участии Tony Yayo. В видео 50 Cent также показал свою новую линию наушников SMS Audio.

## Список композиций
Цифровая загрузка
| №  | Название                             | Автор(ы)                                                   | Продюсер(ы) | Длительность |
| -- | ------------------------------------ | ---------------------------------------------------------- | ----------- | ------------ |
| 1. | «I Just Wanna» (featuring Tony Yayo) | Curtis Jackson, M. Bernard, D. Norman, H. Casey & R. Finch | D.R.U.G.S.  | 3:28         |

## Персонал
- Автор — Curtis Jackson, M. Bernard, D. Norman, H. Casey & R. Finch
- Продюсер — D.R.U.G.S.

## Чарты
| Чарт (2012)                           | Позиция |
| ------------------------------------- | ------- |
| США (Billboard Hot R&B/Hip-Hop Songs) | 60      |

## История релиза
| Страна | Дата           | Формат                      | Лейбл                        |
| ------ | -------------- | --------------------------- | ---------------------------- |
| Канада | 26 Марта, 2012 | Digital download            | Shady, Aftermath, Interscope |
| США    | 26 Марта, 2012 | Digital download            | Shady, Aftermath, Interscope |
| США    | 6 Марта, 2012  | Rhythmic contemporary radio | Shady, Aftermath, Interscope |
| США    | 6 Марта, 2012  | Urban contemporary radio    | Shady, Aftermath, Interscope |